# کمیته مجازات (فیلم)
کمیته مجازات فیلمی است از علی حاتمی که در اسفند ۱۳۷۷ بر پرده سینما به نمایش درآمد. این فیلم، خلاصه قسمت‌هایی از سریال هزار دستان است که به صورت فیلم سینمایی درآمده است.
این فیلم برداشتی آزاد از فعالیتهای «کمیته مجازات» در سالهای پایانی دوره قاجار است.

## چکیده داستان
به هنگام پادشاهی احمد شاه قاجار، ابوالفتح میرزای صحاف که به همراه همسر و فرزندش اصلان از تبریز به تهران آمده و عضو انجمن مجازات است، با جذب رضا، تفنگچی معیر الدوله، نقشه‌ای برای ترور شخصیت‌هایی را که از دیدگاه انجمن خائن به میهن هستند می‌کشند. ابوالفتح همسر و فرزندش را راهی ولایت می‌کند و به دستور او اسماعیل خان، رئیس سازمان غله را که به انگلیس غله صادر کرده‌است و سبب کمبود غله و نان در کشور شده‌است، ترور می‌کند.
پس از چندی، شبی رضا که در می‌خوارگی زیاده روی کرده، اسرار انجمن را نزد شعبان استخوانی فاش می‌کند و درگیری شعبان و همراهانش با او سبب می‌شود دریابد که شعبان نیز از آدمهایی است که انجمن ازشان استفاده می‌کند. ترور دوم را رضا با حضور در مجلس زنانه، هنگام سخنرانی متین السلطنه، مدیر روزنامه عصر جدید و مخالف سرسخت انجمن مجازات انجام می‌دهد. نوبت به ترور خان مظفر، عامل اصلی استعمار در ایران مشهور به هزاردستان که می‌رسد، او با پرداخت وجهی برای کمک به انجمن جان خود را می‌خرد.
ترور سوم را شعبان با کشتن کفیل شعبه تأمینات در سلمانی انجام می‌دهد. ابوالفتح به رضا خبر می‌دهد که او به دلیل فاش کردن اسرار انجمن، خود باید به دست شعبان کشته شود. ابوالفتح به دلیل همسو شدن انجمن با هزاردستان، از آن جدا می‌شود و رضا نیز با حیله‌ای شعبان و همراهانش را به ته چاه می‌فرستد و خود تهران را ترک می‌کند.

## بازیگران
| بازیگر            | نقش                        |
| ----------------- | -------------------------- |
| جمشید مشایخی      | رضا تفنگچی                 |
| علی نصیریان       | ابوالفتح میرزا             |
| محمدعلی کشاورز    | شعبون استخوانی             |
| عزت‌الله انتظامی   | خان مظفر                   |
| جهانگیر فروهر     | کلنل تامینات تهران         |
| مینو ابریشمی      | جیران همسر ابوالفتح میرزا  |
| پرویز پورحسینی    | متین‌السلطنه                |
| جهانگیر الماسی    | دکتر موسی خان فیض          |
| اسفندیار ماوندادی | آکاووس                     |
| سروش خلیلی        | مسئول سقاخانه              |
| سعید امیرسلیمانی  | میرشکار                    |
| اسماعیل ارحام صدر | اسماعیل خان رئیس انبار غله |
| مهری ودادیان      | همسر اسماعیل خان           |
| افراسیاب طوفان    | سردسته قداره‌بندان          |
| محمود بصیری       |                            |